# Cadre-47/2-Europameisterschaft 1965

Logo CEB (ausrichtender Verband)

Veranstaltungsort: Heerlen

Die Cadre-47/2-Europameisterschaft 1965 war das 27. Turnier in dieser Disziplin des Karambolagebillards und fand vom 28. bis zum 31. Januar 1965 in Heerlen, in niederländischen Provinz Limburg statt. Es war die 14. Cadre-47/2-Europameisterschaft in den Niederlanden.

## Geschichte
Henk Scholte verteidigte seinen im Vorjahr gewonnenen Titel knapp gegen seinen Landmann Tini Wijnen. Die Regel einer Stichpartie bei Matchpunktgleichheit wurde abgeschafft, deshalb wurde Wijnen mit auch 12:2 Punkten Zweiter. Der bessere GD entschied über den Titel. Als Trost für Wijnen blieb die Egalisierung des Europarekordes im besten Einzeldurchschnitts (BED) von 400,00. Im Match gegen Joseph Vervest gewann er mit 400:6 in einer Aufnahme. Dritter wurde der Belgier Clement van Hassel. Für den Deutschen Meister Norbert Witte blieb am Ende nur der sechste Platz.

## Turniermodus
Hier wurde im Round Robin System bis 400 Punkte gespielt. Es wurde mit Nachstoß gespielt. Damit waren Unentschieden möglich.
Bei MP-Gleichstand wird in folgender Reihenfolge gewertet:
1. MP = Matchpunkte
2. GD = Generaldurchschnitt
3. HS = Höchstserie

## Abschlusstabelle
| MP    | Match Points (Sieger = 2; Unentschieden = 1; Verlierer = 0) |
| Pkte. | Erzielte Karambolagen                                       |
| Aufn. | Benötigte Versuche                                          |
| GD    | Generaldurchschnitt                                         |
| BED   | Bester Einzeldurchschnitt eines Spielers                    |
| HS    | Höchstserie                                                 |
|       | Bester GD des Turniers                                      |
|       | Bester ED des Turniers                                      |
|       | Beste HS des Turniers                                       |
|       | 1. Platz (Gold)                                             |
|       | 2. Platz (Silber)                                           |
|       | 3. Platz (Bronze)                                           |

| Platz                      | Name               | MP   | Pkte. | Aufn. | GD    | BED    | HS  |
| -------------------------- | ------------------ | ---- | ----- | ----- | ----- | ------ | --- |
| 1                          | Henk Scholte       | 12:2 | 2545  | 58    | 43,87 | 100,00 | 228 |
| 2                          | Tini Wijnen        | 12:2 | 2561  | 64    | 40,01 | 400,00 | 400 |
| 3                          | Clement van Hassel | 10:4 | 2388  | 72    | 33,16 | 100,00 | 265 |
| 4                          | Joseph Vervest     | 8:6  | 2216  | 58    | 38,20 | 80,00  | 345 |
| 5                          | José Gálvez        | 8:6  | 2368  | 85    | 27,85 | 50,00  | 172 |
| 6                          | Norbert Witte      | 4:10 | 1851  | 106   | 17,46 | 23,52  | 114 |
| 7                          | Alphonse Grethen   | 2:12 | 1320  | 141   | 9,36  | 8,51   | 65  |
| 8                          | Marino Corti       | 0:14 | 614   | 92    | 6,67  | –      | 57  |
| Turnierdurchschnitt: 23,47 |                    |      |       |       |       |        |     |